# Васильківці (гміна)
Гміна Васильківці — сільська гміна у Копичинецькому повіті Тернопільського воєводства Другої Речі Посполитої. Адміністративним центром гміни було село Васильківці.
Гміна утворена 1 серпня 1934 року в рамках нового закону про самоврядування (23 березня 1933 року).
Площа гміни — 97,08 км²
Кількість житлових будинків — 2113
Кількість мешканців — 9789
Гміну створено на основі давніших сільських гмін: Васильківці, Крогулець, Мишківці (в радянський час село приєднано до Целіїва), Новий Нижбірок, Старий Нижбірок, Шляхетський Нижбірок, Целіїв.